# Sean Gullette
Sean Gullette (Boston, 4 giugno 1968) è un attore, sceneggiatore, produttore cinematografico e regista statunitense.

## Biografia
Nato a Boston, frequenta le scuole pubbliche e studia letteratura all'Università Harvard, dove recita in teatro e in film e dirige opere teatrali. È qui che conosce Darren Aronofsky, allora studente di antropologia, film e animazione. Quest'ultimo fa recitare Gullette in Supermarket Sweep, cortometraggio con cui Aronofsky presenta la propria tesi di laurea. Il corto diviene finalista alla National Student Academy Award. Gullette vive a Tangeri, in Marocco, e, oltre al suo lavoro cinematografico, è il fondatore della 212 Society, una società statunitense non-profit che sostiene progetti culturali ed educativi in Marocco.

### Recitazione
La sua carriera cinematografica professionale inizia nel 1996, anno in cui è co-sceneggiatore e interprete protagonista del pluripremiato π - Il teorema del delirio, diretto da Darren Aronofsky, suo amico collaboratore di lunga data. Da allora ha interpretato ruoli principali e secondari in circa venti film, tra cui Happy Accidents di Brad Anderson (assieme a Vincent D'Onofrio e Marisa Tomei) e Requiem for a Dream di Darren Aronofsky (con Jennifer Connelly). Inoltre recita come guest star in alcune serie televisive (Ed e Law & Order: Criminal Intent) e lavora occasionalmente in opere teatrali.

### Sceneggiatura e produzione
Gullette è stato sceneggiatore e produttore del cortometraggio Thanksgiving, con protagonisti Yolonda Ross, James Urbaniak e Seymour Cassel. Ha sceneggiato il corto New York Stories per la DKNY di Donna Karan. Ha inoltre prodotto il cortometraggio Joe's Day di Nicole Zaray, con protagonista Debbie Harry. Nel 2009 Gullette ha adattato il romanzo Strappa il germoglio, spara al bambino dello scrittore giapponese Kenzaburō Ōe, vincitore del premio Nobel per la letteratura, per una co-produzione francese e giapponese diretta da Olivier Megaton. Ha prodotto The 8, con Sarah Riggs e Blaire Dessent; il cortometraggio è stato selezionato per il Festival di Berlino del 2010.

### Regia
Tra le prime esperienze di Gullette come regista, vi è la direzione di Von Hummer the 1st, una serie di spot promozionali per VH1 con James Urbaniak.

## Filmografia

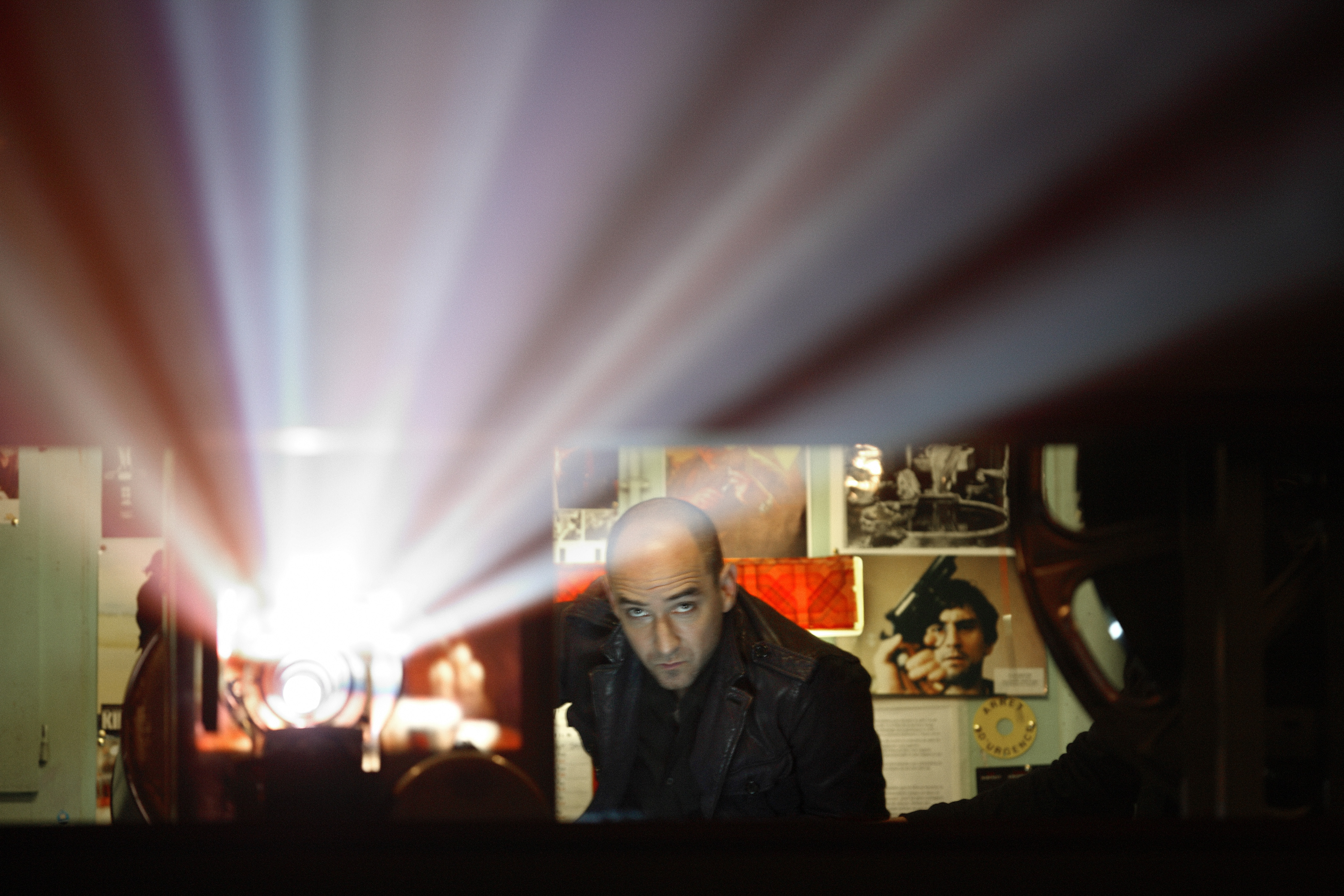
Sean Gullette in una fotografia del 2007

### Attore
- Supermarket Sweep, regia di Darren Aronofsky - corto (1991)
- Joe's Day, regia di Nicole Zaray - corto (1998)
- π - Il teorema del delirio (π), regia di Darren Aronofsky (1998)
- Happy Accidents, regia di Brad Anderson (2000)
- Requiem for a Dream, regia di Darren Aronofsky (2000)
- Bed, regia di Johanna Lee - corto (2000)
- Artifacts, regia di Jon Zeiderman (2001)
- Die 8. Todsünde: Das Toskana-Karussell, regia di Peter Patzak (2002)
- The Day I Became a Man, regia di Terry Rietta - corto (2003)
- The Undeserved, regia di The Undeserved (2004)
- The Golddigger's Rush, regia di Lucas Peltonen - corto (2004)
- It's Cheaper to Kippah, regia di Brian Ash - corto (2005)
- Voodoo Doll, regia di Roberto Minervini - corto (2005)
- Stolen Lives, regia di Paul Jarrett - corto (2005)
- V.O., regia di Peter Bolte - corto (2005)
- A Year and a Day, regia di Robert Lane (2005)
- The Situation, regia di Philip Haas (2006)
- The Discipline of D.E., regia di Adam Hall - corto (2006)
- Still Life, regia di Lucas Q. Carter (2006)
- Die zwei Leben des Daniel Shore, regia di Michael Dreher (2009)
- Rock the Casbah, regia di Laïla Marrakchi (2013)
- Rivoluzione Zanj (Thwara Zanj), regia di Tariq Teguia (2013)
- Blue Ridge, regia di Vince Sweeney (2014)

### Sceneggiatore
- π - Il teorema del delirio (π), regia di Darren Aronofsky (1998)
- New York Stories, regia di Steven Sebring - corto (2003)
- Thanksgiving, regia di Tom Donahue - corto (2004)
- Traitors, regia di Sean Gullette - corto (2011)
- Traitors, regia di Sean Gullette (2013)

### Regista
- Traitors - corto (2011)
- Traitors (2013)

### Produttore
- Joe's Day, regia di Nicole Zaray - corto (1998)
- Thanksgiving, regia di Tom Donahue - corto (2004)
- The 8, regia di AA.VV. - corto (2009)
- Traitors, regia di Sean Gullette - corto (2011)
- Traitors, regia di Sean Gullette (2013)
- Faux départ, regia di Yto Barrada - corto (2015)

## Doppiatori italiani
- Roberto Accornero in Law & Order: Criminal Intent